# Dopolavoro Cinzano 1942-1943
Questa voce raccoglie le informazioni riguardanti il Dopolavoro Cinzano nelle competizioni ufficiali della stagione 1942-1943.

## Rosa
| N. |                   | Ruolo | Calciatore      |
| -- | ----------------- | ----- | --------------- |
|    | Italia (bandiera) | P     | Aldo Agnisetta  |
|    | Italia (bandiera) | C     | Carlo Anfossi   |
|    | Italia (bandiera) | D     | Daniele Borsato |
|    | Italia (bandiera) | D     | Giuseppe Bracco |
|    | Italia (bandiera) | C     | Ugo Bucciantini |
|    | Italia (bandiera) | C     | A. Faravelli    |
|    | Italia (bandiera) | P     | G. Grosso       |
|    | Italia (bandiera) | C     | Oreste Guaraldo |
|    | Italia (bandiera) | C     | Carlo Lucchelli |
|    | Italia (bandiera) | A     | Luigi Musso     |

| N. |                   | Ruolo | Calciatore        |
| -- | ----------------- | ----- | ----------------- |
|    | Italia (bandiera) | A     | G. Operti         |
|    | Italia (bandiera) | D     | Paolo Paganelli   |
|    | Italia (bandiera) | A     | Giorgio Paruzza   |
|    | Italia (bandiera) | C     | Valentino Pedrale |
|    | Italia (bandiera) | A     | Aurelio Perotti   |
|    | Italia (bandiera) | C     | D. Rinaldi        |
|    | Italia (bandiera) | D     | Giovanni Ruba     |
|    | Italia (bandiera) | A     | M. Sarcis         |
|    | Italia (bandiera) | C     | E. Struppi        |
|    | Italia (bandiera) | C     | F. Virano         |